# Ken Bugul

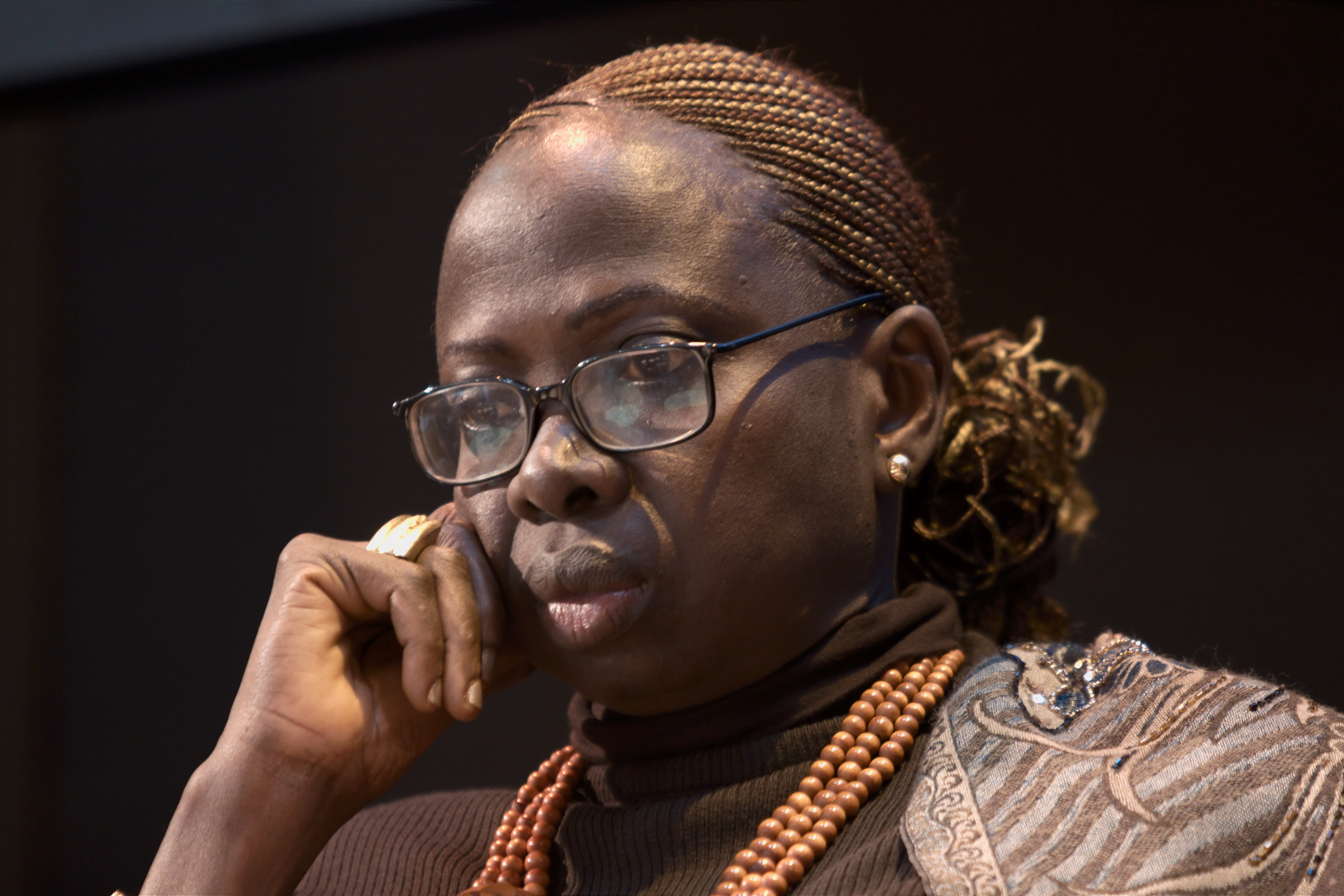
Ken Bugul (2010)

Ken Bugul, eigentlich Mariétou Mbaye Biléoma (* 1947 in Ndoucoumane, Senegal) ist eine senegalesische Schriftstellerin. Der Name Ken Bugul kommt aus dem Wolof und bedeutet so viel wie „Eine die unerwünscht ist“.

## Leben
Bugul wuchs in einem polygamen Umfeld auf, ihr Vater war ein Marabut von 85 Jahren. Nach der Grundschule in ihrem Heimatdorf besuchte sie das Gymnasium Malick Sy in Thiès. Danach studierte sie zunächst ein Jahr in Dakar und setzte dann nach Erhalt eines Stipendiums ihre Studien in Belgien fort. 1980 kehrte sie in ihre Heimat zurück und trat als 28. Ehefrau in den Harem des Marabuts ihres Heimatdorfes ein. Nach dem Tod des Patriarchen kehrte Bugul wieder in die Großstädte zurück.
Von 1986 bis 1993 arbeitete sie für die NGO International Planned Parenthood Federation (IPPF) in Nairobi (Kenia), Brazzaville (Kongo) und Lomé (Togo). Im Benin heiratete sie einen Arzt und wurde Mutter einer Tochter. Seit 2011 lebt und arbeitet sie in Senegal. Von Juli bis Dezember 2017 weilte Ken Bugul auf Einladung des Literaturhauses Zürich und der Stiftung PWG als „Writer in Residence“ in Zürich.
Für ihre schriftstellerische Tätigkeit wurde sie im Jahr 2000 mit dem Grand Prix littéraire de l’Afrique noire für ihren Roman Riwan ou le Chemin de Sable ausgezeichnet.
Die schweizerische Dokumentarfilmerin Silvia Voser brachte 2014 ein filmisches Porträt, «Ken Bugul. Personne n’en veut» (Ken Bugul. Niemand will sie), über die 68-jährige Autorin heraus.

## Werke
- 1982 Le Baobab Fou – Deutsch von Inge M. Artl: Die Nacht des Baobab, Unionsverlag, Zürich 2016
- 1994 Cendres et braises – (engl.: Ashes and Embers)
- 1999 Riwan ou le Chemin de Sable – (engl.: Riwan or the sandy track)
- 2000 La Folie et la mort – (engl.: Madness and Death)
- 2003 De l'autre côté du regard – (engl.: As seen from the other side)
- 2005 Rue Félix-Faure
- 2006 La pièce d'or
- 2008 Mes hommes à moi
- 2014 Aller et Retour
- 2014 Cacophonie
- 2018 Riwan ou le Chemin de sable – Deutsch von Jutta Himmelreich: Riwan oder der Sandweg, Unionsverlag, Zürich 2018
- 2019 Plus d'autre choix? – Deutsch von Markus Hediger: Keine andere Wahl?, Schweizerisches Jugendschriftenwerk, Zürich 2019
- 2022 Le Trio bleu

## Rezeption
- «Ken Bugul. Personne n’en veut»/«Ken Bugul. Niemand will sie», Dokumentarfilm von Silvia Voser, 2015, 62 min., Französisch/Wolof mit deutschen Untertiteln.

## Belege
1. ↑  Intertitres, 10. Februar 2016: Le destin exceptionnel de Ken Bugul: „Le tournage du film a commencé en 2009 au Bénin (où vivait l’écrivaine) et s’est poursuivi en 2011 à son retour au Sénégal.“
2. ↑  Writers in residence
3. ↑  Martin Ebel: Frauen tragen Afrika. Mariétou Biléoma Mbaye ist die neue Gastautorin in Zürich. Unter ihrem Pseudonym Ken Bugul gehört sie zu den bedeutendsten Autorinnen der Francophonie Afrikas. Sie ist eine scharfe Kritikerin der Zustände dort. Tages-Anzeiger, Zürich 16. August 2017, S. 27.
4. ↑  Ken Bugul - Niemand will sie: Dokumentarfilm, 2014 (Memento vom 4. März 2016 im Internet Archive), berlinien.de, abgerufen am 29. April 2015.

| Personendaten    | Personendaten                             |
| ---------------- | ----------------------------------------- |
| NAME             | Bugul, Ken                                |
| ALTERNATIVNAMEN  | Mbaye Biléoma, Mariétou (wirklicher Name) |
| KURZBESCHREIBUNG | senegalesische Schriftstellerin           |
| GEBURTSDATUM     | 1947                                      |
| GEBURTSORT       | Ndoucoumane, Senegal                      |